# 希爾施貝格山 (巴伐利亞前阿爾卑斯山脈)
47°36′07″N 11°14′29″E / 47.601909°N 11.241417°E

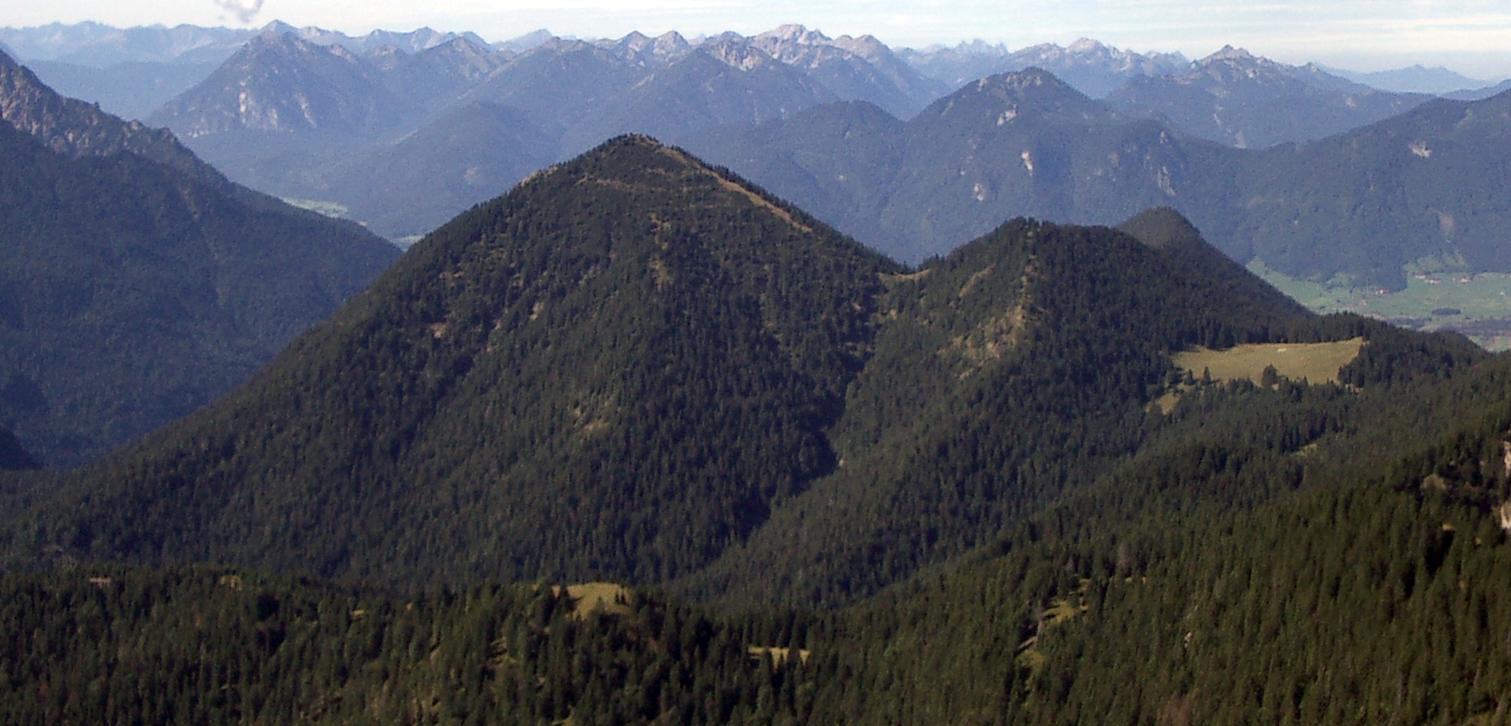

希爾施貝格山（德語：Hirschberg），是德國的山峰，位於該國東南部，由巴伐利亞負責管轄，屬於巴伐利亞前阿爾卑斯山脈的一部分，處於埃申洛厄以東約4公里，海拔高度1,660米。